# Cambridge Analytica
Cambridge Analytica Ltd (CA) a fost o firmă britanică de consultanță politică care a combinat deturnarea activelor digitale, extragerea de date, brokerajul de date și analiza datelor cu comunicarea strategică în timpul proceselor electorale. Acesta a fost început în 2013 ca o ramură a grupului SCL și a fost condusă de Alexander Nix. După închiderea operațiunilor cu proceduri legale, inclusiv falimentul, membrii grupului SCL au continuat operațiunile în cadrul entității juridice Emerdata Limited. Compania a închis operațiunile în 2018 în cursul scandalului de date Facebook – Cambridge Analytica, deși există încă firme conexe.
Compania a fost parțial deținută de familia lui Robert Mercer, un manager american de fond hedge, care susține multe cauze conservatoare din punct de vedere politic. Firma avea birouri în Londra, New York și Washington, DC. CEO Nix, Alexander Nix, a declarat că CA a fost implicată în 44 de curse politice americane în 2014. În 2015, CA a efectuat servicii de analiză a datelor pentru campania prezidențială a lui Ted Cruz. În 2016, CA a lucrat pentru campania prezidențială a lui Donald Trump, precum și pentru Leave.EU (una dintre organizațiile care au participat la referendumul Regatului Unit privind aderarea la Uniunea Europeană). Rolul CA în aceste campanii a fost controversat și a făcut obiectul unor investigații penale în curs de desfășurare în ambele țări. Politologii pun sub semnul întrebării afirmațiile CA despre eficacitatea metodelor sale de vizare a alegătorilor.
Datele personale de până la 87 de milioane de utilizatori Facebook au fost achiziționate prin intermediul celor 270.000 de utilizatori Facebook care au folosit o aplicație Facebook numită „This is Your Digital Life.” În 2015, acest lucru a dat și aplicației acces la informațiile din rețeaua de prieteni a utilizatorului; aceasta a dus la date de aproximativ 87 de milioane de utilizatori, majoritatea care nu le-a dat în mod explicit permisiunea Cambridge Analytica să acceseze datele lor, fiind colectate. Dezvoltatorul aplicației a încălcat termenii de utilizare a serviciului Facebook, oferind datele lui Cambridge Analytica.
La 1 mai 2018, Cambridge Analytica și compania părinte au înaintat proceduri de insolvență și operațiuni închise. Alexander Tayler, fost director pentru Cambridge Analytica, a fost numit director la Emerdata la 28 martie 2018. Rebekah Mercer, Jennifer Mercer, Alexander Nix și Johnson Chun Shun Ko, care are legături cu omul de afaceri american Erik Prince, se află pe poziții de conducere la Emerdata.